# Keiichi Misawa
Keiichi Misawa (三澤 慶一 Misawa Keiichi?, nacido el 11 de junio de 1988 en Nagano) es un exfutbolista japonés. Jugaba de defensa y su último club fue el Thespa Kusatsu de Japón.

## Trayectoria

### Clubes
| Club           | País  | Año         |
| -------------- | ----- | ----------- |
| Vissel Kobe    | Japón | 2007 - 2008 |
| Thespa Kusatsu | Japón | 2009        |